# Garde nationale sédentaire
Pour les articles homonymes, voir Garde nationale.
Pour des articles plus généraux, voir Garde nationale (France) et Garde nationale mobile.
La garde nationale sédentaire, fut créée par la constitution de l'an III afin de défendre l'État contre les ennemis du dehors mais qui restait dans son lieu d’origine.

## Historique

### Constitution de l'an III
« Constitution de l'an III
Titre IX

De la force armée
- CCLXXIV : La force armée est instituée pour défendre l'état contre les ennemis du dehors, et pour assurer au-dedans le maintien de l'ordre  et l'exécution des lois.
- CCLXXV : La force publique est essentiellement obéissante: nul corps armé ne peut délibérer
- CCLXXVI : Elle se distingue en garde nationale sédentaire et garde nationale en activité

De la garde nationale sédentaire
- CCLXXVII : La garde nationale sédentaire est composée de tous les citoyens et fils de citoyen en état de porter les armes.
- CCLXXVIII : Son organisation et sa discipline sont les mêmes pour toute la République, elles sont déterminées par la loi.
- CCLXXVIX : Aucun Français ne peut exercer les droits de citoyen s'il n'est inscrit au rôle de la garde nationale sédentaire
- CCLXXX : Les distinctions de grades et la subordination n'y subsistent que relativement au service et pendant sa durée.
- CCLXXXI : Les officiers de la garde nationale sédentaire sont élus a temps par les citoyens qui la composent, et ne peuvent être réélu qu'après un intervalle.
- CCLXXXII : Le commandement de la garde nationale sédentaire  d'un département entier ne peut être confié habituellement à un seul citoyen.
- CCLXXXIII : S'il est jugé nécessaire de rassembler toute la garde nationale d'un département, le directoire exécutif  peut nommer un commandant temporaire.
- CCLXXXIV : Le commandement de la garde nationale sédentaire dans une ville de cent mille habitants et au-dessus, ne peut être confié habituellement à un seul homme »

S"il y avait, dans chaque commune un détachement de la garde nationale sédentaire, celui du canton devait être toujours prêt à marcher, et les membres étaient désignés d'avance. Le détachement était alors connu sous le nom de colonnes mobiles 

La garde nationale de Paris est une garde nationale sédentaire.

### La garde nationale sédentaire sous la Restauration
L'ordonnance du roi Louis XVIII concernant l'organisation des gardes nationales du royaume en date du 16 juillet 1814 indique dans son article 1 : 
« les gardes nationales du royaume sont toutes sédentaires et divisées en gardes urbaines et rurales, composées, les premières des cohortes formées dans les villes, les secondes, des cohortes formées dans les campagnes. Aucune garde nationale urbaine ne pourra être déplacée de la ville, et aucune garde rurale ne pourra être déplacée du canton, que pour les cas et dans les formes qui seront déterminées par une loi. »
La garde nationale est constituée de tous les hommes de plus de 20 ans. Son objectif est de former un corps de citoyens dont le rôle est d’assurer le maintien de l’ordre localement, et de défendre l’État contre les ennemis, en cas de guerre.

### La Guerre de 1870
À partir du 12 août 1870, pendant la guerre franco-allemande de 1870, chaque commune de France procède au recensement des hommes de ces gardes nationales en vue de leur mobilisation. Tous les hommes de plus de 20 ans doivent y être recensés quelle que soit leur situation maritale. En sont exclus les militaires et de ceux qui sont déjà dans la garde nationale mobile.
La garde mobile sédentaire est composée :
- d'un service ordinaire, constitué de tous les hommes aptes, âgés de moins de 55 ans.
- d'une réserve, constituée de tous les hommes de plus de 55 ans, et des dispensés.

Le décret du 29 septembre 1870 crée la « garde nationale mobilisée » qui forme une armée auxiliaire. Elle est composée de tous les hommes de la garde nationale sédentaire mobilisés pour rejoindre l’armée active. Sont concernés, dans un premier temps, les célibataires et veufs sans enfants de 21 à 40 ans. À partir du 2 novembre, peuvent être enrôlés les hommes mariés et les veufs avec enfants. Dans la pratique, seuls les célibataires et veufs sans enfants sont finalement mobilisés.